# John Todd Zimmer
John Todd Zimmer (ur. 28 lutego 1889 w Bridgeport, zm. 6 stycznia 1957 w White Plains) – amerykański ornitolog, pracownik American Museum of Natural History.
Ukończył studia na Uniwersytecie Nebraski w Lincoln. Od 1913 roku pracował jako doradca najpierw na Filipinach, a później na Nowej Gwinei, gdzie zebrał dużą kolekcję ptaków. Po powrocie do Stanów Zjednoczonych rozpoczął pracę w Muzeum Historii Naturalnej w Chicago. Z zespołami z muzeum brał udział w wyprawach do Afryki i Peru.
W 1930 roku Frank Michler Chapman zatrudnił go w Amerykańskim Muzeum Historii Naturalnej w Nowym Jorku, gdzie pracował do końca życia. Był członkiem American Ornithologists’ Union oraz w latach 1942–1948 redaktorem wydawanego przez nią czasopisma „The Auk”. Opisał kilkadziesiąt gatunków ptaków głównie z rodziny tyrankowatych (Tyrannidae). Na jego cześć nazwano kilka gatunków zwierząt m.in.:
- Scytalopus zimmeri – krytonosek boliwijski
- Synallaxis zimmeri – ogończyk szarogłowy
- Crocidura zimmeri – zębiełek mokradłowy
- Deconychura longicauda zimmeri – podgatunek tęgosterzyka większego.